# Landlerisch

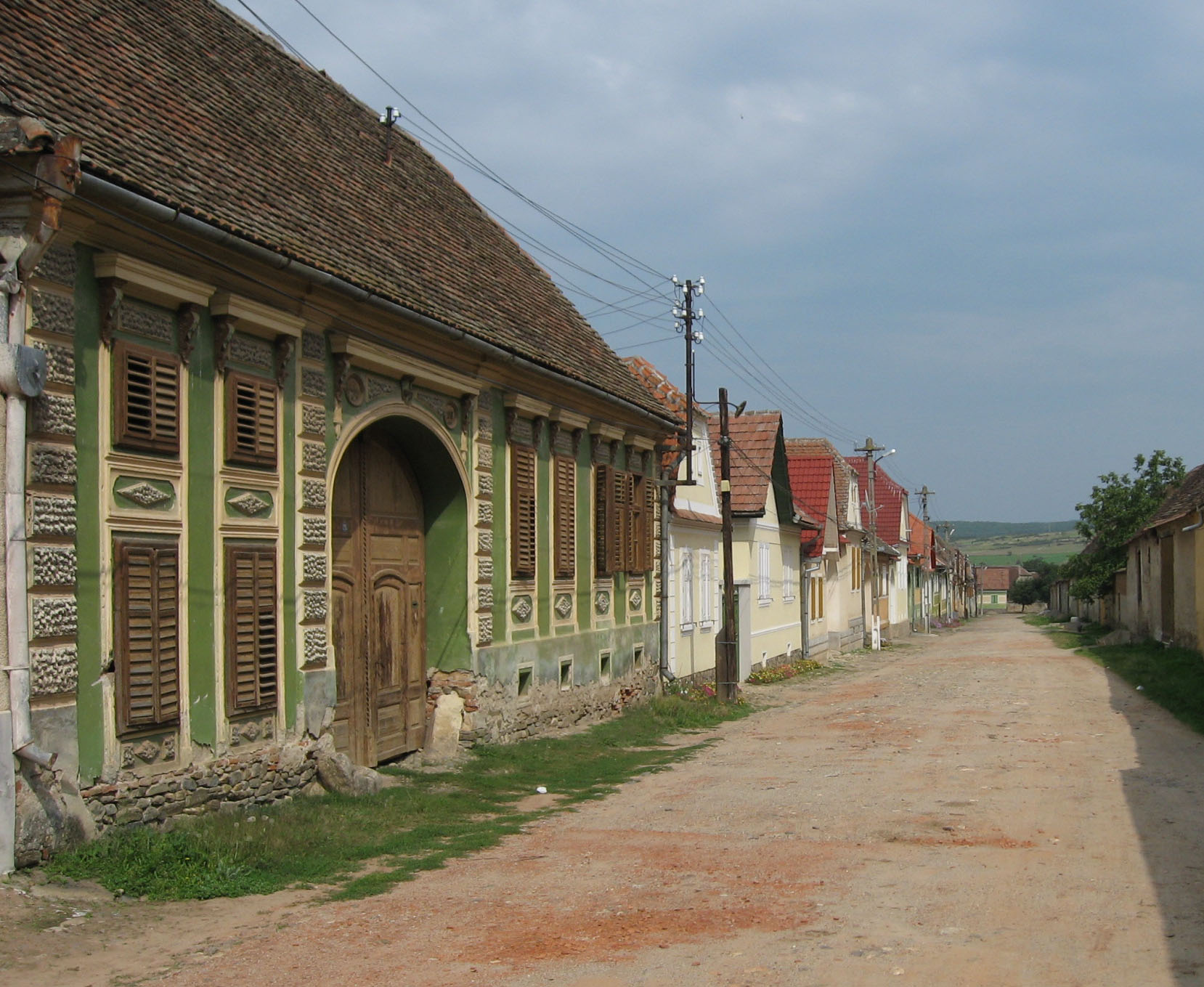
Maria-Theresien-Gasse, oder „Hintere Reih“, in Großpold, nach 1754 angelegt für die österreichischen Transmigranten

Landlerisch ist ein südbairischer Dialekt, der vom 18. bis zum Ende des 20. Jahrhunderts in Siebenbürgen gesprochen wurde. Es war die Sprache der Volksgruppe der Landler bis zu deren Massenauswanderung nach der rumänischen Revolution 1989. Seitdem gilt das Landlerische als vom Aussterben bedroht und wird nur noch von etwa 200 meist älteren in Rumänien lebenden Personen gesprochen sowie von einigen Hundert Ausgewanderten in Deutschland. Landlerisch existierte über mehr als zwei Jahrhunderte in unmittelbarer Diglossie mit siebenbürgisch-sächsischen Mundarten, weitgehend ohne sich mit diesen zu vermischen.
Teilweise werden auch die bairischen Dialekte von Deutsch-Mokra und Königsfeld in der Ukraine und Oberwischau in der rumänischen Maramuresch als Landlerisch bezeichnet, die jedoch eine komplett andere Geschichte haben.

## Entstehung
Landlerisch entstand aus jenen Dialekten, die von österreichischen Protestanten mitgebracht wurden, die im Zuge der Gegenreformation in drei Wellen von 1734 bis 1776 aus verschiedenen Regionen Österreichs nach Siebenbürgen zwangsumgesiedelt wurden. Diese Transmigranten genannten Personen wurden in und um Hermannstadt angesiedelt und konzentrierten sich später auf drei Dörfer in dessen Umgebung, nämlich Neppendorf, Großau und Großpold. Dies waren ehemals rein siebenbürgisch-sächsische Dörfer, die durch die Pest, den Großen Türkenkrieg sowie die darauf folgenden Kuruzenaufstände unter Emmerich Thököly (1690) sowie Franz II. Rákóczi (1703–1711) stark zerstört und teilweise entvölkert worden waren. Daneben gab es einzelne Familien, die sich in der Umgebung in anderen siebenbürgisch-sächsischen Dörfern und Städten niederließen, etwa in Broos, Mühlbach, Großscheuern, Heltau und Michelsberg.
Diese österreichischen Transmigranten lebten nun zwar mit lutherischen Glaubensgenossen zusammen, doch sprachen diese einen für sie zunächst unverständlichen Dialekt, das Siebenbürgisch-Sächsische. Auch waren die Sachsen von den habsburgischen Behörden in Wien nicht gefragt worden, ob sie österreichische Protestanten aufnehmen wollen, und deshalb wurden diese erst nach einer strengen Glaubensprüfung in ihrer Mitte akzeptiert. Während sich die verstreut lebenden Landler innerhalb von ein bis zwei Generationen zu Siebenbürger Sachsen assimilierten, waren sie in den drei genannten Dörfern so zahlreich, dass sie dort ihre aus Österreich mitgebrachte Mundart behielten. Dies führte zu der einmaligen Situation, dass in ein und demselben Dorf zwei deutsche, linguistisch aber relativ weit voneinander entfernte, Dialekte über Generationen nebeneinander existierten, wobei sich natürlich Spannungen ergaben. Die Situation war jedoch in den drei Dörfern höchst unterschiedlich:

### Neppendorf
Neppendorf war durch die Türkenkriege so stark zerstört worden, dass die dort hauptsächlich aus dem Salzkammergut (1734) und dem oberösterreichischen Landl (1754–54) stammenden Protestanten von Anfang an drei Viertel der Bevölkerung ausmachten, während die Sachsen nur mehr ein Viertel stellten. Dadurch wurde das Landlerische zur dominierenden Sprache im Dorf und auch die meisten Sachsen beherrschten es. Da jedoch Neppendorf direkt bei Hermannstadt liegt und die Bauern dort ihre Produkte am Markt verkauften, lernten auch die meisten Landler Sächsisch. Die alt hergebrachte Verkündigungssprache im Gottesdienst war ebenfalls Sächsisch und auch die Pfarrer waren durchwegs Sachsen, weshalb es in Neppendorf bis ins 20. Jahrhundert immer wieder zu Konflikten zwischen beiden Gruppen kam. Da die Pfarrer allerdings kein oder nur schlecht Landlerisch sprachen, die Landler hier jedoch die Mehrheit ausmachten, einigte man sich schließlich auf Hochdeutsch als Gottesdienstsprache. Im familiären Bereich und auch in den Nachbarschaften sprachen beide Gruppen weiterhin ihre eigene Sprache und saßen in der Kirche getrennt voneinander. Das Neppendorfer Landlerisch ist auf Grund seiner Geschichte den alten Mundarten im südlichen Oberösterreich sehr ähnlich. Durch die geographische Isolation haben sich dort aber viele konservative Formen erhalten, die in Oberösterreich von hochdeutschen oder umgangssprachlichen Varianten verdrängt wurden.

### Großau
Die in Großau angesiedelten Landler stammten ebenfalls hauptsächlich aus der ersten (Salzkammergut, 1734) und zweiten Transmigrationswelle (Landl/Hausruckviertel, sowie Kärnten 1752–54), wurden später jedoch noch durch einzelne deportierte Protestanten aus der Steiermark (1776) verstärkt. Dennoch machten sie nie mehr als 45 % der Bevölkerung aus, während die Sachsen die Mehrheit bildeten. Außerdem war Großau eine wohlhabende Gemeinde, mit viel Grundbesitz (Hattert) und einer geschichtsträchtigen Kirchenburg, weshalb die Sachsen nicht bereit waren, auf ihre Vorrechte zu verzichten. Das sprachliche Kräfteverhältnis war hier deshalb genau umgekehrt als in Neppendorf. Die Landler mussten sich anpassen und Sächsisch lernen und konnten ihre Sprache nur in der Familie pflegen. Viele Großauer Sachsen weigerten sich zudem, Landlerisch zu lernen, weshalb in gemischten Gesprächssituationen bis heute immer Sächsisch gesprochen wird. Bei Mischehen musste sich die Braut der Sprache der Familie anpassen, in die sie einheiratete. Lediglich wenn der Bräutigam arm war und auf den Hof der Braut zog, musste dieser sich anpassen, was fast ausschließlich bei Landlern vorkam, die eine Sächsin heirateten. So gab es in Großau sächsische Familien mit eigentlich aus Österreich stammenden Familiennamen, wie Huber, Fuchshuber, Holzinger und Wiserner. Hochdeutsch wurde hier erst Anfang des 20. Jahrhunderts als Verkündigungssprache in der Kirche eingeführt und selbst danach bestanden die Sachsen noch darauf, sächsische Taufen, Hochzeiten und Begräbnisse auf Sächsisch abzuhalten. In den Nachbarschaftsversammlungen wurde ebenfalls nur Sächsisch gesprochen. Insgesamt waren die Konflikte zwischen den beiden Sprachgruppen in Großau am intensivsten und dauerten bis in die Zeit Ceaușescus an. Das Großauer Landlerisch behielt dadurch zahlreiche altertümliche Formen und gilt insgesamt als das konservativste. Lediglich einige lexikalische Elemente wurden aus dem Sächsischen, später auch aus dem Rumänischen übernommen.

### Großpold
Großpold ist von den drei Landlerdörfern das kleinste und auch jenes, das von Hermannstadt am weitesten entfernt liegt. Die hier angesiedelten Landler stammen hauptsächlich aus der zweiten (1752–54) und dritten (1776) Transmigrationswelle und kamen daher vorwiegend aus Kärnten (Himmelberg, Paternion, Spittal an der Drau etc.) und der Steiermark (Murau, Stadl an der Mur). Dies lässt sich bis heute im Großpolder Landlerisch feststellen, das eindeutig stärkere Ähnlichkeit mit dem Kärntnerischen hat und sich dadurch vom Dialekt der anderen beiden Dörfern etwas unterscheidet. Die Diglossie zwischen Landlerisch und Sächsisch war hier in etwa ausgeglichen, wobei die Landler leicht in der Mehrheit waren. Beide Gruppen lernten jedoch mit der Zeit die Sprache, beziehungsweise den Dialekt der anderen. In Großpold gab es zwar in der Anfangszeit auch Konflikte zwischen beiden Gruppen, jedoch waren diese weniger sprachlicher, sondern religiöser Natur. Die Landler waren hier die weitaus frommere Gruppe, die den Sachsen Sittenverfall (Großpold ist ein Weinanbaugebiet) vorwarf und auf getrennte Jugendvereine (Bruder- und Schwesternschaft) bestand. Es kam aber bald zu zahlreichen Mischehen, bei denen jedoch tendenziell die Landler die Sachsen assimilierten, was sich auf Grund von zahlreichen eigentlich sächsischen Nachnamen in landlerischen Familien feststellen lässt, wie Pitter, Bottesch, Kirr, Nietsch, Theil und Glatz. Dennoch beherrschten auch alle Landler das Sächsische fließend, da das Dorf enge Kontakte zum benachbarten sächsischen Urwegen pflegte. Das Großpoldner Landlerisch ist auf Grund der Arbeiten von Johanna und Martin Bottesch Wilfried Schabus, sowie des österreichischen Soziologen Roland Girtler, heute das am besten dokumentierte.

## Sprecherzahlen
Die Volksgruppe der Landler und damit auch die Sprecherzahl ihrer Sprache erreichte durch Bevölkerungswachstum ihren Höhepunkt in den 1930er Jahren. Durch die bekannte Einwohnerzahl der drei Dörfer und die über die Zeit relativ konstante Verteilung von Sachsen und Landlern kann man für diese Zeit von einer Sprecherzahl von etwa 6.000 ausgehen (Neppendorf 3.000, Großau 2.000, Großpold 1.000). Zwar hatte schon in der österreichisch-ungarischen Zeit eine Abwanderung in die Städte und eine damit meist verbundene Assimilierung zu Siebenbürger Sachsen begonnen, doch wurde dies durch hohe Geburtenraten in den drei Dörfern ausgeglichen. Auch als Siebenbürgen 1919/1920 zum Königreich Rumänien kam, blieb die Sprecherzahl konstant, lediglich die rumänische Sprache löste nun das davor verbreitete Ungarisch als Amtssprache ab. Erst im und nach dem Zweiten Weltkrieg begann der Rückgang der Sprecherzahlen. Dies war zum einen bedingt durch die Zahl der Gefallenen, da viele männliche Landler als Soldaten in die rumänische Armee eingezogen wurden, die Mehrzahl aber nach dem Hitler-Antonescu-Abkommen vom 12. Mai 1943 zu den Deutschen wechselte und an der Ostfront eingesetzt wurde. Zum anderen zogen sich zahlreiche in der deutschen Armee dienende Landler mit ihren Truppenteilen 1945 bis nach Österreich und Bayern zurück und gingen dort in amerikanische Kriegsgefangenschaft. Davon kehrten viele nach der Machtergreifung der Kommunisten im Dezember 1947 nicht mehr in ihre Heimat zurück, sondern siedelten sich wie viele andere Volksdeutsche vor allem in Bayern und Baden-Württemberg an. Die Landlerdörfer selbst wurden hingegen schon im August 1944 von der Roten Armee eingenommen und die arbeitsfähige Bevölkerung, vor allem Frauen und Mädchen, im Jänner 1945 zu fünf Jahren Zwangsarbeit in die Sowjetunion deportiert, meist in die Donbas-Region.
Etwa 80 % der Deportierten kehrten bis 1950 aus der Sowjetunion zurück, doch waren viele Familien auseinandergerissen. Durch die kommunistischen Enteignungen und die Zwangskollektivierung gaben viele Landler ihre bäuerlichen Existenzen auf und arbeiteten in der Rumänischen Volksrepublik als Handwerker und Industriearbeiter. Doch auch unter kommunistischer Herrschaft konnten die Landler ihre kleine Gemeinschaft aufrechterhalten. In den Dörfern arrangierte man sich mit der Zeit mit der Kollektivwirtschaft und die auswärts arbeitenden Handwerker blieben oft in gemeinsamen Arbeitstrupps (echipă) zusammen, da sie auch von den kommunistischen Machthabern als gute Zimmerleute und Maurer geschätzt waren. Landlerische Arbeitstrupps arbeiteten nach dem Erdbeben von Vrancea 1977 sogar am Wiederaufbau von Bukarest und der Errichtung der Casa Poporului mit. Dennoch wuchs der Wunsch, in den Westen auszuwandern, wo zahlreiche Landler durch den Krieg bereits Angehörige hatten. In der Ceaușescu-Zeit nutzten einige das zwischen der BRD und Rumänien ausverhandelten Ausreiseprogramm („Freikauf der Rumäniendeutschen“). 1984 gab es trotzdem noch ungefähr 5.000 Landler in Rumänien (2.800 in Neppendorf, 1.200 in Großau und 1.000 in Großpold). Ende der 1980er Jahre stieg aber auch die illegale Ausreise, bzw. Flucht über Jugoslawien oder die Türkei. Als im Dezember 1989 das kommunistische Regime gestürzt wurde, setzte eine große Auswanderungswelle der deutschen Minderheiten in Rumänien ein und auch aus den Landlerdörfern kam es zu einem Massenexodus in Richtung Deutschland. Von den 1989 etwa 4.000 verbliebenen Landlern verließen daraufhin bis 1991 an die 90 % das Land.
Heute leben die meisten Landler in Oberbayern, im Raum München und in Rosenheim, dort besonders im Ortsteil Großkarolinenfeld, sowie in und um Stuttgart. Nur ein kleiner Teil hat sich in der alten Heimat Österreich niedergelassen, dort vor allem in Goisern, Vöcklabruck und Traun. Dies liegt vor allem daran, dass die Bundesrepublik Deutschland die Landler als Volksdeutsche anerkannt hat, ihnen sofort die Staatsbürgerschaft gewährte und großzügig in der Anrechnung von in Rumänien eingezahlten Pensionsjahren war, während sie in der Republik Österreich aus verfassungsrechtlichen Gründen zunächst nur den Status von Asylbewerbern bekommen haben. Die Sprache pflegt von den Ausgewanderten nur noch ein kleiner Teil, weshalb Landlerisch als eigenes Idiom in der zweiten Generation in Deutschland langsam verschwindet. In Bayern findet dabei meist ein Sprachwechsel zum nah verwandten lokalen bairischen Dialekt statt, während Landler in anderen Gegenden meist zum Hochdeutschen wechseln.
In Rumänien leben heute noch ca. 70 Landler in Neppendorf, 20 in Großau, 30 in Großpold, einige in Hermannstadt und weitere im Rest des Landes. Insgesamt dürfte die Zahl der Landlerisch-Sprecher im Land 200 nicht überschreiten (Stand 2010).

## Linguistische Besonderheiten
Die Mehrzahl der aus Österreich vertriebenen Protestanten stammte aus dem Salzkammergut und dem namensgebenden Landl in Oberösterreich. Daher werden vor allem die Dialekte von Neppendorf und Großau vielfach als mittelbairisch bezeichnet. Allen Varianten des Landlerischen fehlt jedoch die typisch mittelbairische L-Vokalisierung. Wörter wie Geld, Welt, Feld und Hilfe, Hals, Wald, werden in allen drei Dörfern als Göld, Wöld, Föld und Hülf, Håls, Wåld ausgesprochen. Die mittelbairische Lenisierung von p, t und k existiert im Landlerischen ebenfalls nicht. Insgesamt weisen daher die Dialekte aller drei Dörfer einen eher südbairischen Lautstand auf, wobei das auf Großpold am intensivsten zutrifft. Zudem konserviert das Landlerische im Bereich der Lexik und Phraseologie eine Sprachstufe des 18. Jahrhunderts, weshalb zu modernen österreichischen Dialekten teilweise erhebliche Unterschiede bestehen. Daneben hat das Landlerische durch den jahrhundertelangen Sprachkontakt einige lexikalische und auch strukturelle Formen vom Siebenbürgisch-Sächsischen übernommen. In Neppendorf ist dieser Einfluss am geringsten, während er in Großpold am ausgeprägtesten ist. Dadurch ist das Neppendorfer Landlerisch für österreichische Dialektsprecher am leichtesten verständlich, während das Großpoldnerische am schwierigsten ist. Auch innerhalb der kleinen Volksgruppe der Landler wurden diese Unterschiede wahrgenommen, während jedoch immer eine gegenseitige Verständlichkeit (reciprocal intelligibility) erhalten blieb. Interessanterweise galt dabei immer das Großpoldner Landlerisch mehr als das "herrische", obwohl es am weitesten von der Stadt entfernt war. Dies liegt daran, dass Großpold als letztes von den drei Dörfern besiedelt wurde, vor allem mit Transmigranten aus Kärnten und der Steiermark, und dort auch der intensivste Austausch mit dem Sächsischen erfolgte, wodurch es in der Wahrnehmung der anderen Landler näher am "Deutschen", also am Standarddeutsch war.
Alle drei Dörfer haben die alte Diphthongierung des ai-Lautes erhalten, der im Landlerischen immer "oa" lautet, etwa in "Gmoanschåft" (Gemeinschaft), "Kroas" (Kreis), "oagentli" (eigentlich) und "dahoam" (daheim, zu Hause). Nur in Großpold diphthongiert wird das lange o, etwa in "groas" (groß) und "roat" (rot), und das lange e, etwa in "greaßa" (größer) und "Schnea" (Schnee), ein Phänomen, das heute noch in Südtirol zu hören ist. Neben archaischen österreichischen Formen hat das Großpoldner Landlerisch auch sächsische Wörter und Redewendungen übernommen, so heißt ein Stadel in Neppendorf und Großau "Schopfen", während man in Großpold "Schaian" sagt (rum.: șura). Im lexikalischen Bereich sind Neppendorf und Großau näher an den alten oberösterreichischen Mundarten und weisen auch alle bairischen Kennwörter auf: So nennt man dort ein Hemd die "Pfoat", der Dienstag ist der "Earitog" und der Donnerstag der "Pfinstog". Hauptsächlich in Neppendorf und Großau kommen weiters die alten mittelbairischen Sprossvokale vor, etwa in den Wörtern "schtårik" (stark), "Heribst" (Herbst), "Mili" (Milch), "Kåli" (Kalk) und "Gebirig" (Gebirge). Typisch bairisch sind in allen drei Dörfern die höflichen Anredeformen "es" und "enk". Der Kontakt zum Rumänischen hat ebenfalls seine Spuren hinterlassen, wie etwa im Wort "Krotzawetz" (rum.: castraveți, Gurken), "Druschba" (Motorsäge) oder "Remork" (Anhänger). Aus dem Ungarndeutschen stammt das Wort für die Kartoffeln, nämlich "Krumpirn" ("Krume-" oder "Grundbirne", ung.: krumpli). Im lautlich konservativen Großau wird zusätzlich die Vorsilbe "ge-" immer als "d-" ausgesprochen, etwa bei "dschaud" (geschaut), "dsok" (gesagt) und "Dsicht" (Gesicht), ein Phänomen, das in Bayern und Österreich heute beinahe ausgestorben ist.
Andere typisch landlerische Worte sind:
- Buschn – Blumen
- Zöltn – flacher Kuchen, sächsisch: Hanklich
- Pamschtritzl – Kürtőskalács
- Kukruz – Mais
- Frucht – Weizen
- Paradais – Tomaten
- terisch – taub
- neama – nicht mehr
- nit – nicht
- fertn – voriges Jahr
- Pouwn – Backofen
- Saupliamel – Löwenzahn
- Kou – Kaiserschmarrn
- Edl – Großvater
- Andl – Großmutter
- Eadl – Ohr
- Fraid/Fraingt – Verwandter
- Kamarod – Freund
- Wai – Frau, Ehefrau
- Moam – ältere Frau
- Vetter – älterer Mann
- Käid – Taufpate
- Himmlvotar – Himmelvater, Herrgott
- Kaiwl – Kalb
- Pletsch – Ohrfeige
- Lanzing – Frühling
- Most – Traubensaft
- Tiendl – Dirndl, Mädchen
- Puamer – Buben, Jungs
- Kaaspaluks – Polenta mit Käse (von sächsisch: Palukes)

Typisch landlerisch sind weiters die Formen bestimmter Vornamen, die sich in den drei Dörfern besonders von der sächsischen Aussprache unterschieden:
- Andl (Anna, sächsisch: Iane)
- Lis (Elisabeth, sächsisch: Els, Elsen, Lise)
- Katl (Katharina, sächsisch: Trein)
- Miarl (Maria, sächsisch: May)
- Res (Theresia)

- Andrä (Andreas, sächsisch: Ointzn)
- Bartl (Bartholomäus, sächsisch: Bartesch)
- Frånz (Franz, sächsisch: Frintz, Fruntz)
- Hans (Johann, sächsisch: Junesch)
- Hias (Mathias, sächsisch: Mathes)
- Iaring (Georg, sächsisch: Getz)
- Mich (Michael, sächsisch: Misch)
- Sepp (Joseph, sächsisch: Jupp)

So ist an den Rufnamen ablesbar, welche Person als Landler oder Sachse gilt. Die weiblichen Diminutiv-Namen sind grammatikalisch durchwegs Neutra, weshalb es "s'Katl", "s'Miarl" etc. heißt. Der Dorfpfarrer wird immer als "da Pfoara" bezeichnet, während man beim Mond vom "Herr Mond" spricht.
Ihre im multikulturellen Siebenbürgen lebenden Nachbarn und deren Sprachen bezeichnen die Landler folgendermaßen:
- Soxn / Soxisch – Siebenbürger Sachsen
- Walochn / Walochisch – Rumänen
- Zigäna / Zigänarisch – Roma
- Ungarn / Ungarisch – Ungarn und Szekler
- Judn / Jiddisch – Juden

## Mehrsprachigkeit
Alle Landler in Siebenbürgen sprechen neben dem Landlerischen auch Siebenbürgisch-Sächsisch, da es kein einziges Dorf gab, in dem nur Landler lebten. In der Schule und in der Kirche wurde hingegen Hochdeutsch gesprochen, das von den Landlern als Daitsch bezeichnet wird. Im Gegensatz zum heutigen Sprachgebrauch in Bayern oder Österreich gab es aber kein Varietätenkontinuum zwischen Landlerisch, Sächsisch und Hochdeutsch. Man hat je nach Gesprächssituation entweder das eine oder das andere gesprochen. Das siebenbürgische Hochdeutsch hat jedoch sehr antiquierte Formen, die auf dem Sprachgebrauch der lutherischen Landeskirche basieren. Daneben wird es mit einem sächsischen Akzent gesprochen und auch unterrichtet, weshalb es sich vom modernen Standarddeutsch deutlich unterscheidet.
Zusätzlich sprechen alle Landler in Siebenbürgen auch noch Rumänisch, die Amtssprache des Landes, die nicht nur im Umgang mit Behörden, sondern auch zur Kommunikation mit rumänischen Nachbarn und vor allem mit den als landwirtschaftliche Hilfskräfte angestellten Roma gebraucht wird. Vor dem Zweiten Weltkrieg waren die Rumänischkenntnisse jedoch meist sehr beschränkt, doch nach 1945 kam niemand ohne die rumänische Sprache aus. Deutsche Schulen bestanden zwar weiter, jedoch wurde Rumänisch zum Pflichtfach. Männer lernten es spätestens beim Militär. Daneben arbeiteten viele Landler auswärts, was ohne Sprachkenntnisse nicht möglich gewesen wäre. Lediglich Frauen, die nur am eigenen Hof arbeiteten, hatten manchmal eingeschränkte Rumänischkenntnisse.
Da Dialekt und Schriftsprache stark voneinander abgegrenzt sind, empfinden sich viele Landler deshalb als viersprachig, mit:
- Landlerisch
- Sächsisch
- Deutsch
- Rumänisch

Ungarisch ist bei den Landlern hingegen wenig bekannt, da im äußersten Süden Siebenbürgens fast keine Ungarn oder Szekler leben. Dennoch haben alle drei Landlerdörfer auch einen ungarischen Namen, da es vor dem Ersten Weltkrieg Amtssprache war.

## Schriftsteller
Einer der wenigen Schriftsteller, der Literatur nicht nur über das Landlerische, sondern auch auf Landlerisch verfasst hat und dessen Werke auch gedruckt wurden, ist Otto Piringer, ein Landler aus Broos. Ansonsten sind auf Landlerisch meist nur handschriftliche Texte überliefert, vor allem Liedtexte und Gedichte, auch weil die Publikation nicht rumänischsprachiger Texte während des kommunistischen Regimes stark eingeschränkt war. Um die Veröffentlichung der Geschichte der Landler hat sich besonders der Neppendorfer Pfarrer Hellmut Klima verdient gemacht, in dessen Schriften auch einzelne Textbeispiele des Landlerischen erhalten sind. Diese wurde jedoch erst nach Ende der kommunistischen Herrschaft posthum veröffentlicht.

### Tondokumente
- Siebenbuerger.de: Das Arbeitsleben als Zimmermann – Rentner, 62 Jahre, aus Neppendorf (Aufnahme zw. 1966 und 1975)
- Siebenbuerger.de: Backe, backe Ofenschlegel, Hanklich und Brot – Hausfrau, 71 Jahre, aus Neppendorf (zw. 1966 und 1975)
- Siebenbuerger.de: Schweineschlachtfest in Großpold – Adjuvant, 59 Jahre, aus Großpold (1970)
- Siebenbuerger.de: Der Adjuvant – Musikant, 59 Jahre, aus Großpold (1970)

### Wenkersätze
- Siebenbuerger.de/Landler: Sprechen Sie landlerisch? (Wenkersätze aus dem deutschen Sprachatlas)